# Haienkî, Icinea
Haienkî (în ucraineană Хаєнки) este localitatea de reședință a comunei Haienkî din raionul Icinea, regiunea Cernihiv, Ucraina.

## Demografie
Componența lingvistică a localității Haienkî
     Ucraineană (96,5%)
     Rusă (3,5%)
Conform recensământului din 2001, majoritatea populației localității Haienkî era vorbitoare de ucraineană (96,5%), existând în minoritate și vorbitori de rusă (3,5%).